# Депутаты Мажилиса Парламента Казахстана VI созыва

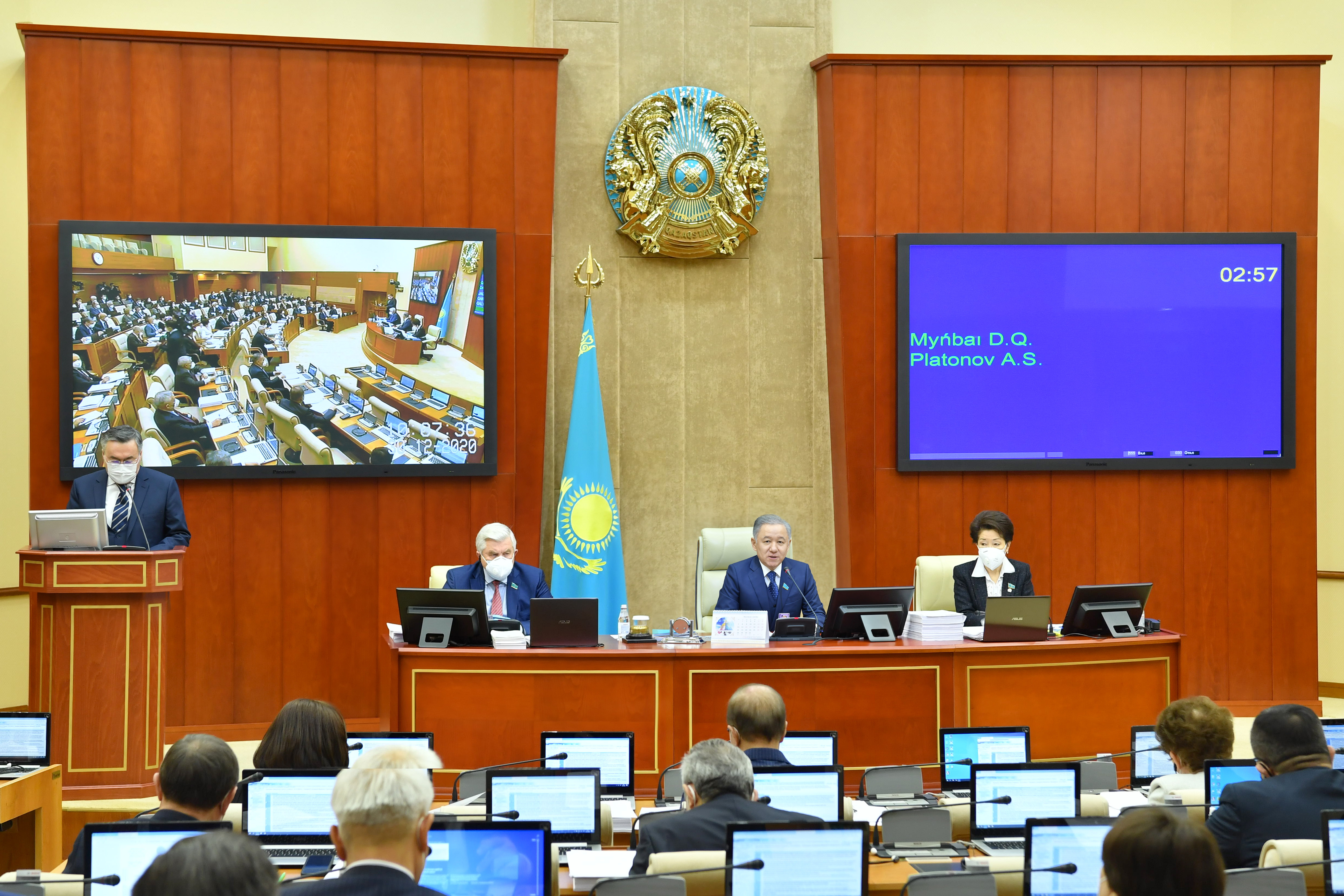
Заседание Мажилиса Парламента Казахстана VI созыва под председательством спикера Нурлана Нигматулина, 30 декабря 2020 года

По итогам выборов депутатов мажилиса парламента Республики Казахстан, состоявшихся 20 марта 2016 года, в Мажилис Парламента VI созыва прошли депутаты от трёх политических партий: «Нур Отан» (84 депутатов), Демократическая партия Казахстана «Ак жол» (7 депутатов), Коммунистическая Народная партия Казахстана (7 депутатов). 9 депутатов были избраны 21 марта 2016 года от Ассамблеи народа Казахстана (АНК).
Полномочия Парламента Республики Казахстан VI созыва начались с открытием его первой сессии 25 марта 2016 года и продолжались до начала работы первой сессии Парламента VII созыва 15 января 2021 года.
На первой сессии председателем Мажилиса был избран Бактыкожа Измухамбетов (Нур Отан), заместителями председателя — Владимир Божко (АНК) и Гульмира Исимбаева (Нур Отан). В июне 2016 года Измухамбетов подал в отставку по собственному желанию, 22 июня председателем был избран Нурлан Нигматуллин.

## Список депутатов
Всего за период полномочий мажилиса VI созыва его депутатами были 116 человек.
| ФИО                                    | Срок полномочий депутата мажилиса | Партия / АНК                                | Комментарий |
| -------------------------------------- | --------------------------------- | ------------------------------------------- | --- |
| Абдиров, Нурлан Мажитович              | 2009—2020                         | «Нур Отан»                                  | 28 августа 2020 года указом президента Казахстана назначен депутатом Сената Парламента Казахстана. |
| Абдирайым, Бакытжан Жарылкасынович     | 2016—2017                         | «Нур Отан»                                  | 22 ноября 2017 года избран председателем Федерации профсоюзов Казахстана. |
| Абдрахманов, Сауытбек Абдрахманович    | 2016—2023                         | Ассамблея народа Казахстана                 | |
| Абдыкаликова, Гульшара Наушаевна       | 2019—2020                         | «Нур Отан»                                  | 29 августа 2019 года заняла вакантный мандат. 28 марта 2020 года назначена акимом Кызылординской области. |
| Абсатиров, Кенес Гарапович             | 2016—2021                         | Демократическая партия Казахстана «Ак жол»  | |
| Айсина, Майра Араповна                 | 2007—2021                         | «Нур Отан»                                  | |
| Алимжанов, Нурлан Баянгалиевич         | 2019—2021                         | «Нур Отан»                                  | 4 сентября 2019 года занял вакантный мандат. |
| Альтаев, Нуржан Бауыржанович           | 2019—2020                         | «Нур Отан»                                  | 12 февраля 2019 года занял вакантный мандат. 30 ноября 2020 года был исключён из партии «Нур Отан» и лишён депутатских полномочий. |
| Аманжолова, Зауреш Джуманалиевна       | 2016—2021                         | «Нур Отан»                                  | |
| Аронова, Ирина Петровна                | 2012—2021                         | «Нур Отан»                                  | |
| Ахметбеков, Жамбыл Аужанович           | 2012—2023                         | Коммунистическая Народная партия Казахстана | |
| Ахметов, Сапар Кайратович              | 2016—2021                         | «Нур Отан»                                  | |
| Ашимбаев, Маулен Сагатханулы           | 2012—2018                         | «Нур Отан»                                  | 1 февраля 2018 года был назначен первым заместителем председателя партии «Нур Отан». |
| Ашимбетов, Нуржан Кемерович            | 2019—2021, 2023—                  | «Нур Отан»                                  | 29 августа 2019 года получил вакантный мандат. |
| Базарбаев, Аскар Ермурзаевич           | 2016—2021                         | «Нур Отан»                                  | |
| Баймаханова, Галина Александровна      | 2012—2021                         | Коммунистическая Народная партия Казахстана | |
| Балиева, Загипа Яхяновна               | 2009—2021                         | «Нур Отан»                                  | |
| Барлыбаев, Ерлан Хайланович            | 2016—                             | Демократическая партия Казахстана «Ак жол»  | |
| Бектурганов, Абдиманап Еликбаевич      | 2016—2021                         | «Нур Отан»                                  | |
| Бектурганов, Ерсултан Утегулович       | 2012—2021                         | «Нур Отан»                                  | |
| Бижанова, Гульнара Кадиржановна        | 2012—2023                         | «Нур Отан»                                  | |
| Бопазов, Марат Дарибекович             | 2016—2021                         | «Нур Отан»                                  | |
| Божко, Владимир Карпович               | 2016—2021                         | Ассамблея народа Казахстана                 | C 25 марта 2016 года по 15 января 2021 года — заместитель председателя Мажилиса. |
| Бычкова, Светлана Федоровна            | 2007—2021                         | «Нур Отан»                                  | |
| Дауренбаев, Амангелди Айдарович        | 2016—2021                         | «Нур Отан»                                  | |
| Джакупов, Кабибулла Кабенович          | 2007—2021                         | «Нур Отан»                                  | |
| Джарасов, Жанат Абдуллаевич            | 2016—2021                         | «Нур Отан»                                  | |
| Дуйсебаев, Жексенбай Картабаевич       | 2007—2021                         | «Нур Отан»                                  | |
| Дулатбеков, Нурлан Орынбасарович       | 2016—2020                         | «Нур Отан»                                  | 26 августа 2020 года назначен ректором Карагандинского университета имени Е. А. Букетова. |
| Дьяченко, Сергей Александрович         | 2012—2016                         | «Нур Отан»                                  | Умер 26 октября 2016 года. |
| Дюсембинов, Берик Салимжанович         | 2016—2023                         | Демократическая партия Казахстана «Ак жол»  | |
| Ералиев, Абзал Жумашович               | 2016—2021                         | «Нур Отан»                                  | |
| Ержан, Кудайберген Толепулы            | 2016—2023                         | «Нур Отан»                                  | |
| Ерман, Мухтар Тилдабекулы              | 2016—2022                         | «Нур Отан»                                  | |
| Ертаев, Бахытжан Ертаевич              | 2012—2021                         | «Нур Отан»                                  | |
| Еспаева, Дания Мадиевна                | 2016—                             | Демократическая партия Казахстана «Ак жол»  | |
| Жабагиев, Кожахан Кокрекбаевич         | 2016—2021                         | «Нур Отан»                                  | |
| Жаилганова, Анар Нуралиевна            | 2016—2019                         | «Нур Отан»                                  | 14 июня 2019 года назначена председателем Агентства Республики Казахстан по делам государственной службы. |
| Жамалов, Аманжан Макаримович           | 2004—2011, 2016—2023              | «Нур Отан»                                  | |
| Жилкишиев, Байдильда                   | 2016—2021                         | «Нур Отан»                                  | |
| Жумадильдаева, Наталья Васильевна      | 2016—2021                         | Ассамблея народа Казахстана                 | |
| Звольский, Сергей Адамович             | 2016—2021                         | «Нур Отан»                                  | |
| Измухамбетов, Бактыкожа Салахатдинович | 2012, 2016—2021, 2023—            | «Нур Отан»                                  | С 25 марта по 21 июня 2016 года — председатель Мажилиса. |
| Иксанова, Гульнар Мустахимовна         | 2012—2019                         | «Нур Отан»                                  | 29 августа 2019 года полномочия прекращены в связи с подачей заявления об отставке. |
| Имашева, Снежанна Валерьевна           | 2016—                             | «Нур Отан»                                  | |
| Исимбаева, Гульмира Истайбековна       | 2007—2021                         | «Нур Отан»                                  | В 2016—2019 годах — руководитель фракции партии «Нур Отан». C 25 марта 2016 года по 15 января 2021 года — заместитель председателя Мажилиса. |
| Казанцев, Павел Олегович               | 2016—                             | «Нур Отан»                                  | |
| Казбекова, Меруерт Айткажиевна         | 2012—2021                         | Демократическая партия Казахстана «Ак жол»  | |
| Кайназаров, Валихан Анарбайулы         | 2016—2021                         | «Нур Отан»                                  | |
| Каныбеков, Сакен Асембекович           | 2016—2021                         | «Нур Отан»                                  | |
| Карагусова, Гульжана Джанпеисовна      | 2007—2021                         | «Нур Отан»                                  | |
| Каракен, Куралай Ануаровна             | 2012—2021                         | «Нур Отан»                                  | |
| Каратаев, Фахриддин Абдинабиевич       | 2016—2023                         | «Нур Отан»                                  | |
| Кесебаева, Балаим Туганбаевна          | 2016—2023                         | «Нур Отан»                                  | |
| Ким, Роман Ухенович                    | 2012—2021                         | Ассамблея народа Казахстана                 | |
| Клименко, Иван Иванович                | 2016—2021                         | «Нур Отан»                                  | |
| Кожахметов, Арман Тулешович            | 2012—2023                         | «Нур Отан»                                  | |
| Козлов, Евгений Александрович          | 2016—2021                         | «Нур Отан»                                  | |
| Конуров, Айкын Ойратович               | 2012—2023                         | Коммунистическая Народная партия Казахстана | |
| Косарев, Владислав Борисович           | 2012—2021                         | Коммунистическая Народная партия Казахстана | Руководитель депутатской фракции |
| Курманова, Айзада Амангельдиновна      | 2016—2020                         | «Нур Отан»                                  | 14 июля 2020 года назначена заместителем акима Павлодарской области. |
| Кусаинов, Серик Досымханович           | 2016—2021                         | «Нур Отан»                                  | |
| Магеррамов, Магеррам Мамедович         | 2016—2021, 2022—                  | Коммунистическая Народная партия Казахстана | |
| Макен, Бахтияр Макенулы                | 2016—2019                         | «Нур Отан»                                  | 10 июля 2019 года назначен заместителем акима города Нур-Султана. |
| Мамраев, Бейбит Баймагамбетович        | 2016—2021                         | «Нур Отан»                                  | |
| Махамбетов, Мансурхан Махамбетович     | 2016—2021                         | «Нур Отан»                                  | |
| Микаелян, Наринэ Гамлетовна            | 2016—2021                         | Ассамблея народа Казахстана                 | |
| Мурадов, Ахмет Сейдарахманович         | 2012—2021                         | Ассамблея народа Казахстана                 | |
| Мусин, Канат Сергеевич                 | 2016—2021                         | «Нур Отан»                                  | |
| Мусырман, Карибай Иманжанулы           | 2016—2021                         | «Нур Отан»                                  | |
| Мынбай, Дархан Камзабекулы             | 2018—2023                         | «Нур Отан»                                  | 13 февраля 2018 года занял вакантный мандат. |
| Нигматулин, Нурлан Зайруллаевич        | 2012—2014, 2016—2022              | «Нур Отан»                                  | 21 июня 2016 года занял вакантный мандат. С 20 января 2012 года по 3 апреля 2014 года, с 22 июня 2016 года по 1 февраля 2022 года — председатель мажилиса. Руководитель депутатской фракции партии с 20 января 2012 года по 3 апреля 2014 года, с 22 августа 2019 года по 1 февраля 2022 года. |
| Никитинская, Екатерина Сергеевна       | 2012—2021                         | Демократическая партия Казахстана «Ак жол»  | |
| Нуркина, Айгуль Кабдушевна             | 2012—2023                         | «Нур Отан»                                  | |
| Нурманбетова, Джамиля Нусупжановна     | 2016—2023                         | «Нур Отан»                                  | |
| Нурумов, Шаймардан Усаинович           | 2016—2021                         | Ассамблея народа Казахстана                 | |
| Оксикбаев, Омархан Нуртаевич           | 2012—2021                         | «Нур Отан»                                  | |
| Олейник, Василий Иванович              | 2016—2021                         | «Нур Отан»                                  | |
| Омарбекова, Жанат Ануарбековна         | 2016—2023                         | «Нур Отан»                                  | |
| Омарбекова Жулдыз Кажикеновна          | 2019—2021                         | «Нур Отан»                                  | 29 августа 2019 года заняла вакантный мандат. |
| Омаров, Сапархан Кесикбаевич           | 2016—2019                         | «Нур Отан»                                  | 25 февраля 2019 года назначен министром сельского хозяйства Казахстана. |
| Оспанов, Берик Серикович               | 2016—2023                         | «Нур Отан»                                  | |
| Перуашев, Азат Турлыбекулы             | 2012—                             | Демократическая партия Казахстана «Ак жол»  | Руководитель депутатской фракции |
| Платонов, Артур Станиславович          | 2016—2023                         | «Нур Отан»                                  | |
| Пшембаев, Мейрам Кудайбергенович       | 2007—2021                         | «Нур Отан»                                  | |
| Рау, Альберт Павлович                  | 2017—                             | «Нур Отан»                                  | 13 марта 2017 года занял вакантный мандат. |
| Сабильянов, Нуртай Салихулы            | 2004—2021, 2023—                  | «Нур Отан»                                  | |
| Сапарова, Алия Суиндиковна             | 2016—2023                         | «Нур Отан»                                  | |
| Сапиев, Серик Жумангалиевич            | 2017—2019                         | «Нур Отан»                                  | 28 февраля 2017 года занял вакантный мандат. 30 января 2019 года назначен председателем Комитета по делам спорта и физической культуры Министерства культуры и спорта Казахстана. |
| Сейдуманов, Серик Турарович            | 2013—2021                         | «Нур Отан»                                  | |
| Симонов, Сергей Анатольевич            | 2016—2023                         | «Нур Отан»                                  | |
| Скляр, Роман Васильевич                | 2016                              | «Нур Отан»                                  | 17 мая 2016 года назначен вице-министром национальной экономики Казахстана. |
| Смагул, Бахытбек                       | 2012—2023                         | «Нур Отан»                                  | |
| Смагулов, Асылбек Айжарикович          | 2016—2020                         | «Нур Отан»                                  | 16 сентября 2020 года назначен членом Центральной избирательной комиссии Казахстана. |
| Смирнова, Ирина Владимировна           | 2016—                             | Коммунистическая Народная партия Казахстана | |
| Султанов, Куаныш Султанович            | 2012—2021                         | «Нур Отан»                                  | |
| Суслов, Александр Васильевич           | 2016—2021                         | «Нур Отан»                                  | |
| Сыздыков, Тургун Искакович             | 2016—2021                         | Коммунистическая Народная партия Казахстана | |
| Тасбулатов, Абай Болюкпаевич           | 2012—2021                         | «Нур Отан»                                  | |
| Темиржанов, Мурат Баритович            | 2016—2021                         | «Нур Отан»                                  | |
| Тилеухан, Бекболат Канайулы            | 2004—2021                         | «Нур Отан»                                  | |
| Тиникеев, Мухтар Бакирович             | 2002—2016                         | «Нур Отан»                                  | 28 декабря 2016 года полномочия прекращены в связи с подачей заявления об отставке. |
| Тимощенко, Юрий Евгениевич             | 2012—2021                         | Ассамблея народа Казахстана                 | |
| Умбетов, Серик Абикенович              | 2007—2021                         | «Нур Отан»                                  | |
| Унжакова, Ирина Сергеевна              | 2016—2023                         | «Нур Отан»                                  | |
| Утебаев, Сакен Нуриевич                | 2016—2021                         | «Нур Отан»                                  | |
| Утемисов, Шавхат Анесович              | 2007—2021                         | «Нур Отан»                                  | |
| Хаменова, Бакытгуль Кайржановна        | 2016—2020                         | «Нур Отан»                                  | 13 марта 2020 года назначена назначена заместителем акима Атырауской области. |
| Хахазов, Шакир Хусаинович              | 2016—2021                         | Ассамблея народа Казахстана                 | |
| Хитуов, Тарас Кикбаевич                | 2016—2021                         | «Нур Отан»                                  | |
| Чирков, Михаил Владимирович            | 2016—2021                         | «Нур Отан»                                  | |
| Шарапаев, Пётр Анатольевич             | 2016—2021                         | «Нур Отан»                                  | |
| Шиповских, Геннадий Геннадиевич        | 2016—2023                         | «Нур Отан»                                  | |
| Шишигина, Ольга Васильевна             | 2013—2021                         | «Нур Отан»                                  | |
| Щегельский, Глеб Анатольевич           | 2016—2020                         | «Нур Отан»                                  | Умер 17 октября 2020 года. |
| Яковлева, Татьяна Ивановна             | 2007—2021                         | «Нур Отан»                                  | |